# Power Electronics
Power Electronics (englisch für Leistungselektronik), gelegentlich auch als Heavy Electronics oder Whitehouse bezeichnet, ist ein Musiksubgenre, das dem Post-Industrial zugerechnet wird. Es gilt neben Japanoise und Noise-Rock als eines der ersten Genre des Noise.

## Geschichte

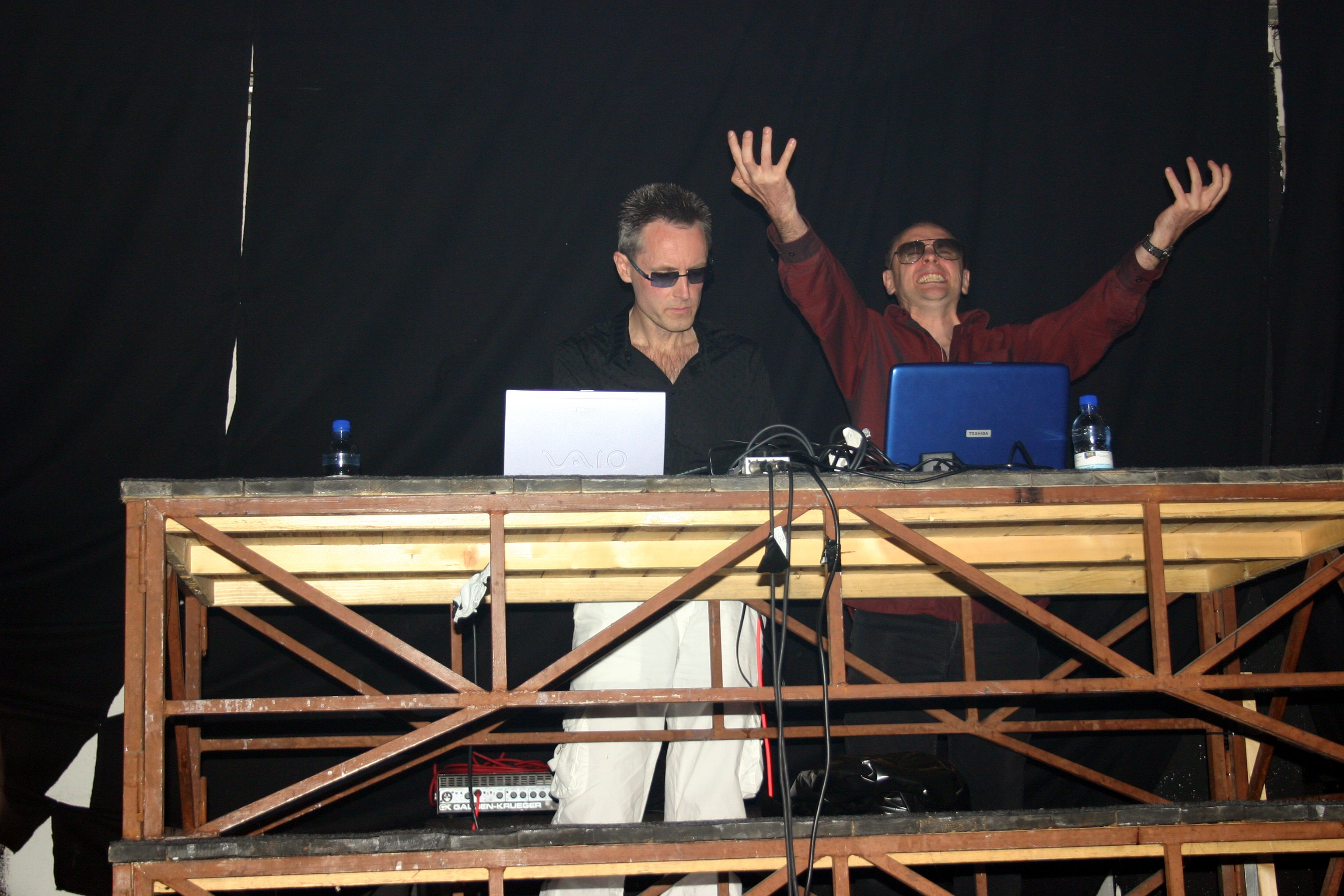
Whitehouse beim Consumer Electronics Festival 2006

Laut Marcus Stiglegger formte Anfang der 1980er Jahre eine neue Generation von Industrial-Interpreten auf den „agitatorischen Noise-Attacken früher Industrialbands“ aufbauend das Subgenre Power Electronics. Als Initiator einer neuen Substilrichtung im Spektrum des Post-Industrial radikalisierte Whitehouse Stilelemente des Ur-Genres und kombinierte atonal arrangierten Lärm der auf Lautstärke und Verzerrung beruht, stark verzerrten Schreigesang mit Texten und Samplings die auf Brutalität, sexuelle Gewalt, Serienmord und Faschismus verweisen.
William Bennett von Whitehouse und Cut Hands prägte den Genrebegriff durch die Linernotes des 1982 veröffentlichten Whitehouse-Albums Psychopathia Sexualis. Weitere Verwendungen des Begriffs verstärkten die Wahrnehmung von Interpreten auch außerhalb des Kreises um Bennett und sein Unternehmen Come Org. Zeitnahe Interpreten wie das deutsche Projekt Genocide Organ oder Atrax Morgue aus Italien wurden als Teil einer gemeinsamen Post-Industrial-Strömung wahrgenommen.

### Initiierung des Genres: 1980 bis 1982
Bennett gründete Whitehouse 1980, nachdem er im Alter von 18 Jahren im Jahr 1978 damit begonnen hatte mit Musik aufzutreten. Anfangs als Gitarrist von Essential Logic, einer Post-Punk-Band um Lora Logic, wünschte sich Bennett einen Klang, dem es gelänge das ‚Publikum in die Unterwerfung zu prügeln‘. Der Musikproduzent und Mute-Initiator Daniel Miller animierte Bennett solche Ideen zu verfolgen. Der zum Kreis der Industrial-Records-Interpreten zählende Post-Punk und Industrial-Musiker Robert Rental verkaufte Bennett einen EDP-Wasp-Synthesizer, den Bennett als bösartig, unkontrollierbar und das Herzstück des Whitehouse-Klangs beschrieb.

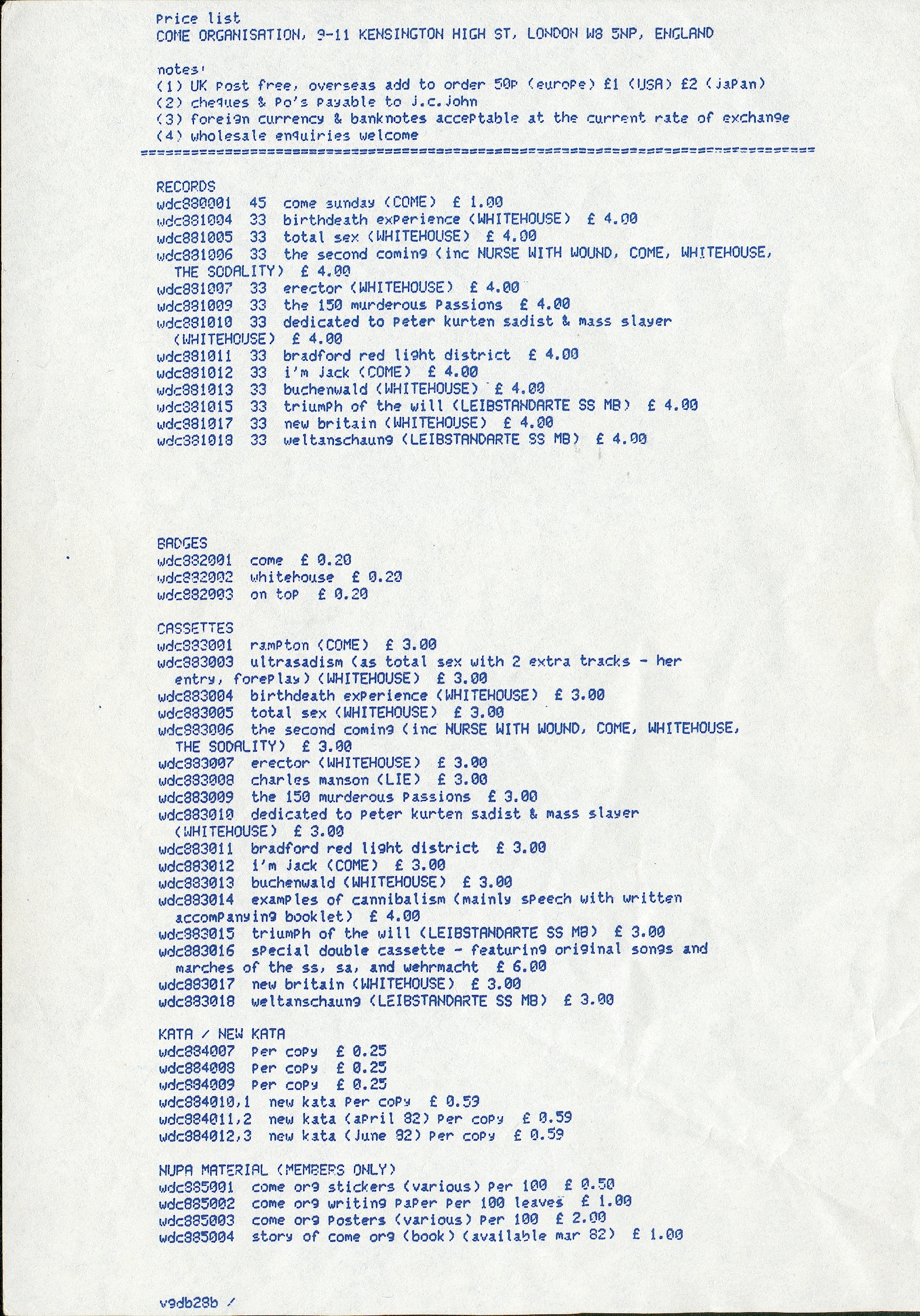
Come-Org-Katalog von 1982

Mit dem Bandnamen verwies Bennett auf ein Hochglanz-Pornomagazin und die in Großbritannien populäre christliche Aktivistin gegen einen moralischen Verfall der Medien Mary Whitehouse. Bereits 1979 für das Projekt Come hatte Bennett sein eigenes Label Come Organisation gegründet. Zum Label gehörte ein Fanzine, dass Bennett unter dem Namen Kata vertrieb. Nach der Bandgründung und zwei Alben folgte 1982 mit Erector das Album, dass Bennett als den puren Klang des Power Electronics beschreibt und als das erste vollwertige Album des Genres gilt. Zwei Jahre später, mit dem Album Psychopathia Sexualis, schuf Bennett den auf dem Album aufgedruckten Genrenamen. Indes bildete sich um Whitehouse, das 1981 aufgelöste Projekt Come und das Label Come Organisation ein Musiker-Netzwerk mit Steven Stapleton, Daniel Miller, JG Thirlwell, Phillip Best, Glen Michael Wallis, John Murphy und vielen weiteren. Als Whitehouse 1982 so das erste Mal für eine ihrer ‚Live Aktions‘ auf eine Bühne trat, waren Andrew McKenzie von der Gruppe Hafler Trio und Steven Stapleton von Nurse with Wound neben Bennett Teil von Whitehouse.
Gemeinsam mit Stapleton gründete Bennett das Projekt The 150 Murderous Passions … und veröffentlichte das Debüt über Come Organisation. Ebenso erschienen diverse Kollaborationen mit anderen Interpreten der Industrial Culture. So auch solche mit Maurizio Bianchi. Bianchi, der über nur mäßige Englischkenntnisse verfügte unterzeichnete einen von Stapleton aufgesetzten Scherzvertrag und trat so alle Rechte an seiner Musik ab. Woraufhin Bennett das Material durch Samples von Propagandareden der NSDAP-Größen neu kontextualisierte und 1981 und 1982 unter dem Namen Leibstandarte SS MB herausgab, in der Hoffnung so eine breitere Öffentlichkeit zu erreichen. Ein ähnliches Vorgehen nutzte Bennett mit dem Projekt The New Order. Bennett wählte den Namen bewusst als Provokation gegenüber der Pop-Band New Order und druckte mehrere Künstlernamen in die Liste der Beteiligten am einzigen Album Bradford Red Light District, die keinen Einfluss auf das Album hatten. Genesis P-Orridge von Throbbing Gristle, war über seine Nennung so wütend, dass er in Schalplattenläden das Cover demolierte um seinen Namen zu streichen. Weitere Künstler die via Come Organisation veröffentlichten waren Sutcliffe Jügend und Nurse With Wounds. Hinzu veröffentlichte Bennett Aufnahmen bekannter Serienmörder wie Ted Bundy und Edmund Kemper.

### Weiterentwicklung in Großbritannien
Im Jahr 1983 wurde Philip Best Mitglied von Whitehouse. Best hatte im Jahr zuvor selbst ein Power-Electronics Label und das Projekt Consumer Electronics gegründet. Iphar, das von Best geführte Kassetten-Label veröffentlichte 1982 erste Aufnahmen von Ramleh und SPK, sowie das Fanzine Intolerance. Die beiden Unternehmen Come Organisation und Iphar und deren hauseigenen Zeitschriften, in denen Ideen, Bilder, Rezensionen und Informationen getauscht wurden die die Interaktion zwischen Fans und Musikern ermöglichten, zählten zu den bedeutendsten Katalysatoren der Entstehung einer kleinen international vernetzten Power-Electronics-Szene.
Binnen weniger Jahre verbreitete sich Power Electronics in Großbritannien und bot neue, teils radikale Ansätze. Das 1983 von Mike Dando initiierte Projekt Con-Dom, das Kürzel Con-Dom steht für Control-Domination (englisch Kontrolle-Herrschaft), intensivierte die Idee des Schocks und der aggressiven Performance hin zur Interaktion mit dem Publikum. Der Ansatz verweigere eine eindeutige Identifikation als Musik, Kunst, Film oder Theater und sei bemüht die Konditionierungen der Machtmechanik auf das Individuum herauszufordern. Der extreme Klang sei dabei das Vehikel extremer Ideen. Eine weitere Gruppe mit ähnlich extremen Ideen gründeten Trevor Ward und Dave Padbury 1985 unter dem, der faschistischen türkischen Organisation Graue Wölfe entlehnten, Namen The Grey Wolves. Das Duo verschrieb sich einer absoluten Tabulosigkeit und ein Herausfordern eben jener Konditionierungen. Beide Interpreten schufen in der Kritik stehende Werke mit Bezügen zum Nationalsozialismus.

### Internationale Verbreitung in den frühen 1980er-Jahren
Auch international verbreitete sich das Genre ab dem Jahr 1982. In Italien gründete Pierpaolo Zoppo unter dem Einfluss von Maurizio Bianchi Mauthausen Orchestra und debütierte im gleichen Jahr über Broken Flag. 1983 begann der Australier Ülex Xane inspiriert von Whitehouse als Nife Jugend. Zwei Jahre später formierte er mit Streicher das erste und erfolgreichste australische Projekt im Genre, dazu ein weiteres kontrovers betrachtetes Projekt, dessen anhaltender Themenfokus das dritte Reich darstellt. In der Kritik stand Streicher insbesondere für die Inszenierung als Neonazi-Projekt. Dabei führte er die Angst der Öffentlichkeit vor Neonazis als Impuls für die Adaption der Skin-Ästhetik an. In Australien, den Vereinigten Staaten und Europa schlug das Genre wurzeln, wurden dabei jedoch auch variiert, zu neuen Spielformen ausgestaltet oder mit neuen Ideen unterlegt.

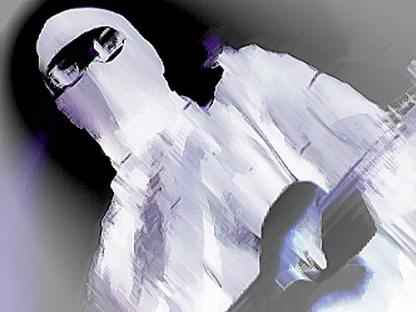
Blackhouse, zählten zu den ersten Power-Electronics-Interpreten der Vereinigten Staaten

In den Vereinigten Staaten entstand im gleichen Zeitraum eine Reihe Interpreten die der Idee von Whitehouse nacheiferten. Besonders bekannt wurde das Projekt Blackhouse, das in bewusster Opposition zu Whitehouse stand. Der Bandgründer Brian Ladd war begeistert von der musikalischen Idee, wollte jedoch ohne den „negativen stereotypen Hass“ agieren und erklärte Blackhouse zu einer christlichen, Pro-Life und moralischen Band. Blackhouse debütierte 1984 mit dem Album Pro-Life über Ladd-Frith. Das zweite Album erschien in Kooperation mit dem damals jungen Unternehmen RRRecords, einem der langlebigsten und renommiertesten Noise-Label der Vereinigten Staaten. Während der ersten Tournee sah sich Blackhouse von Genre-Fans, Neonazis und Christen gleichermaßen kritisiert. Jede der Gruppen warf Blackhouse die Unvereinbarkeit der unterschiedlichen Ansätze aus der jeweils eigenen Perspektive vor.
Ein weiterer bekannter Name des frühen US-amerikanischen Power Electronics ist die Gruppe Hunting Lodge die bereits 1982 erste Aufnahmen veröffentlichte und 1983 mit Will ein Album herausbrachte, das alle bekannten Elemente des Genres enthielt und dabei eigene Akzente setzte, indem sie anstelle der üblichen verzerrten Schreie verfremdete Samples einsetzten.

### Einfluss und Verbreitung ab der Mitte der 1980er-Jahre
Während Come Org 1985 den Betrieb einstellte, waren es Firmen wie das amerikanische Label Malignant Records, die durch Veröffentlichungen aus dem Death-Industrial- und Power-Electronics-Bereich populär wurden. Orginärer Power Electronics verbreitete sich mit Interpreten wie Intrinsic Action, Genocide Organ, Grunt oder Anenzephalia zum Ende der 1980er- und Beginn der 1990er-Jahre international weiter.  
Bis in die 1990er entstand mit Dark Ambient und Death Industrial zwei hybrider Stile zwischen Noise, Post-Industrial und Dark Wave, die insbesondere an den Ideen des Power Electronics anknüpften. Neue, bis dahin unbekannte Künstler auch Elemente dieses Genres mit Stil-Facetten, die der Gothic-Szene entstammten. Darunter rechnet Stiglegger den um das Label Cold Meat Industry entstanden Death Industrial. In den Vereinigten Staaten wurde das Interesse an Noise durch spezialisierte Label und Fanzines, darunter Pure vom späteren Whitehouse-Mitglied Peter Sotos, befeuert. Interpreten die im Zuge dieser Entwicklung bekannt wurden, wie Master/Slave Relationship von Deborah Jaffe, lassen sich musikalisch nur bedingt mit Power Electronics übereinbringen. Während die Musik entweder um ein dröhnendes, simpel programmiertes Schlagzeug einfache Synthie-Motive wiederholt, zu denen Jaffe spricht, Klangflächen und Störgeräusche als Hintergrund des Vortrags arrangiert oder freie No-Wave-Improvisationen nutzt und wenig mit Power Electronics gemein hat, behielt Master/Slave Relationship einen thematischen Fokus nah am Power Electronics bei und verband Sadomasochismus mit subjektiv aggressiven Erzählungen. Mit den aggressiven Texten, in denen die Master/Slave-Relationship-Persona formulierten Anspruch sexuell eine dominante Rolle einzunehmen, durchbrach Jaffe die eingefahrenen Stereotype der männlich dominierten Noise-Musik und stand im emanzipatorischen Dualismus zu Whitehouse und Con-Dom.

## Stil und Inhalt

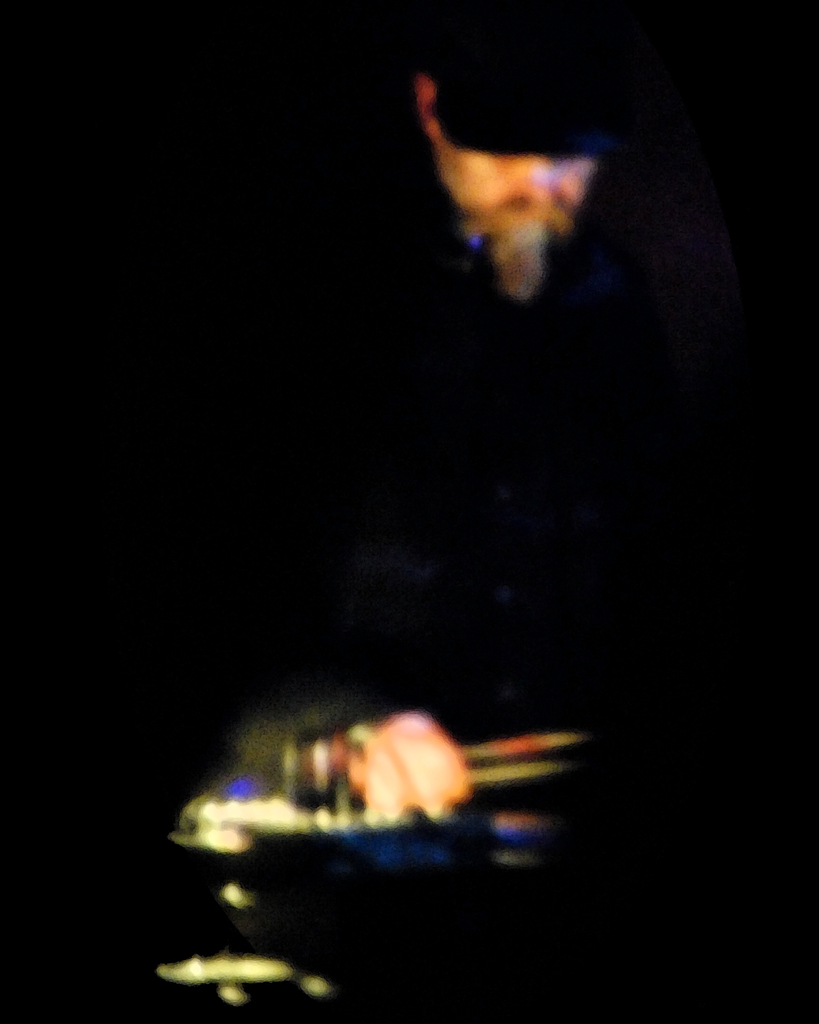
Steve Stapleton während eines Auftritts mit Nurse With Wound

Power Electronics ist durch extreme Lautstärke, übersteuerte Synthesizer, rückgekoppelte Mikrofone und aggressive, oft verstörende Texte die gebrüllt, gebellt und geschrien werden, gekennzeichnet. Die Gruppe Whitehouse als Initiatoren des Genres lehnten klassische Songstrukturen vollständig ab und setzten stattdessen auf monotone, hochfrequente Klangwände und repetitives, schockierendes Schreien und Brüllen. Whitehouse, der Whitehouse-Vorläufer Come sowie das vom Whitehouse-Gründer William Bennett 1979 gegründete Label Come Organisation, waren für Musik und Inhalt des Genres maßgebend. Um das Label und deren Hauptakteure entstand eine kleine Szene die für provokante Themen, Tabubrüche und eine extreme Ästhetik, die bewusst den Hörer überforderte, bekannt war. So wurde im Power Electronics jeder Tabubruch des Industrials radikalisiert, dabei verzichtete Bennett auf das Element der Unvorhersehbarkeit der Industrial-Pioniere Throbbing Gristle. Vielmehr wollte Bennett sein Publikum unter einem akustischen Sperrfeuer mit menschlichen Abgründen und gesellschaftlichen Tabus konfrontieren.

„Bennett nahm alles im roten Bereich auf, um eine maximale Verzerrung zu erzielen, und verfolgte unerbittlich eine ‚Vision von einem prügelnden, tyrannischen Sound‘. Fern jedes Gespürs für Beat, Melodie und Struktur, erfanden Whitehouse durch die Abkehr von allen bisherigen Musikgenres eine Mikrogenre des Industrial, das später als ‚Power Electronics‘ bezeichnet wurde und in dem ‚Ohren als Wunden‘ betrachtet wurden.“

Der britische Journalist Philip Taylor zog in dem dem Genre gewidmeten Sammelband von Jennifer Wallis Fight Your Own War: Power Electronics and Noise Culture. eine direkte Traditionslinie aus dem Futurismus und Dadaismus über Fluxus und Wiener Aktionismus zum performativen Konzept des Power Electronics. Die radikale Körperlichkeit der Musik und die schockierende Konfrontation mit sozialen und politischen Extremen sollte Reaktionen erzwingen.

### Musik
Die Journalistin Judith Platz beschreibt Power Electronics in der von  Axel Schmidt und Klaus Neumann-Braun verfassten und herausgegebenen sozialwissenschaftlichen Studie zur schwarzen Szene Die Welt der Gothics. Spielräume düster konnotierter Transzendenz als Pendant zum Elektro-Industrial. Beiden sei gemein, dass sie „unter Zuhilfenahme aller vorhandenen elektronischen Produktionsmöglichkeiten kreiert“ würden und zum Zuhören zwingen. Das Genre basiert musikalisch auf Lautstärke und „brachialem Lärm“ mit teils extremen Rhythmen, die keinem Takt kontinuierlich folgen und keine eindeutige nachvollziehbare oder vorausschaubare Struktur aufweisen. Stark verzerrter Brüll- und Schreigesang sowie Samples, die oft den üblichen Inhalten entsprechend aus Filmen und Reden stammen, ergänzen das Klanggebilde.
Bei vielen dem Genre zugerechneten Interpreten sind über die musikalische Ausrichtung hinaus Gemeinsamkeiten in Inhalt und Ästhetik zu erkennen. Das Genre adaptierte Ideen der ersten Generation des Industrial und radikalisierte sie. Joseph Nechvatal beschreibt in seinem Essay Towards a Sound Ecstatic Electronica: the Rational Behind Tellus Issues “Power Electronics” and “Media Myth” das Gefühl der Desorientierung des Individuums in der Informationsgesellschaft als gemeinsame Prämisse der neuen Spielweise, die sich der „Erforschung der introspektiven Welt des Ohrs unter dem Einfluss einer hochfrequenten elektronischen“ Ambient-Musik verschrieb. Die Interpreten folgten laut Nechvatal dabei instinktiv der Erforschung der Möglichkeit, den Verlust der Sicherheit durch die zunehmende Auflösung klarer Machtverhältnisse in der Gesellschaft „symbolisch in künstlerische Abstraktionen von sozialem Wert“ zu wandeln. Das Resultat ist eine Musik, die mit Extremen agiert. Im Rahmen dieser expressiven und zugleich konfrontativen und provokativen Herangehensweisen waren Vertreter des Genres laut dem Herausgeber des Genrespezifischen und einflussreichen Fanzines Spectrum Magazine Richard Stevenson häufig mit ähnlichen Themen befasst. Als solche gelten besonders Serienmord, Folter, Massenmord, Faschismus, Gewalt und Sexualität.

„Die Anmutung ist rebellisch, nonkonformistisch bis aggressiv, es wird eine Art Endzeitstimmung vermittelt. Wenn sich zu dieser Musik bewegt wird, kann weniger von Tanzen gesprochen werden – vielmehr lässt man sich von den Geräuschen treiben. Bei Live-Konzerten sind durchdachte Multimedia-Installationen und Performance-Elemente an der Tagesordnung.“

### Inhalt

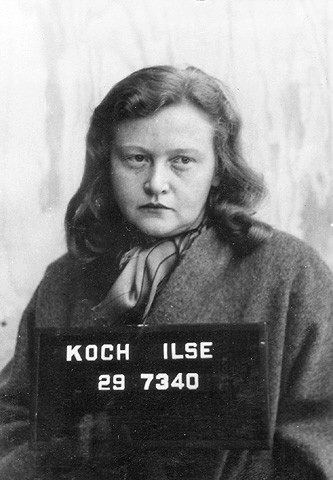
Ilse Koch, hier 1947, widmete Come Org eine Kompilation, die als programmatisch für die Themen des Genres gilt.

Die Interpreten des Labels Come Organisation definierten mit den inhaltlichen Rahmen des Mikrogenres innerhalb des Post-Industrial. Insbesondere die 1982 veröffentlichte Kompilation Für Ilse Koch wurde als Eckpunkt der inhaltlichen Ausrichtung wahrgenommen. Dabei, so die Kulturwissenschaftlerin Carla Mureck in ihrem Essay „Die Hölle ist da, feiern wir das wärmende Feuer“, war die Wahl von Ilse Koch als die einer „x-beliebigen, sexuell frustrierten deutschen Frau, die ihre Sadismen an hilflosen KZ-Opfern in grausamster Weise auslebte“, als Verweis auf den „Zusammenhang von sozialem System und Psyche“ zu begreifen.
Eine den Interpreten des Genres vorgeworfene Reduzierung auf Konfrontation und Provokation wird von Fürsprechern als verkürzende Interpretation allerdings negiert. Auch Kritik an einer möglichen Nähe und positiven Bezugnahme auf den Nationalsozialismus und Rechtsextremismus wird als Fehl-Interpretation einer Destruktion, Entkontextualisierung und Dekonstruktion betrachtet. Vielmehr ginge es den Interpreten um eine Auseinandersetzung mit der Mechanik der Macht, die Offenlegung einer Banalität des Bösen in jedem Menschen und einer Irritation und Provokation durch Übertreibungen von Sex und Gewalt. Dennoch entstand in Nordamerika eine Szene, die die Elemente des Genres adaptierte und „vereindeutigend in rassistische und rechtsextreme Kontexte überführ[te]“. Die potentielle Nähe findet derweil in der Rezeption und damit im Publikum auch affirmative Entsprechungen.

#### Mechanik der Macht
Von den Vorreitern Throbbing Gristle bis zu Folgeerscheinungen wie Power Electronics oder dem Artverwandten Martial Industrial blieb die Wirkung und Mechanik der Macht ein relevanter Themenkomplex des Industrial. Samples von Politikern oder religiösen Fundamentalisten wurden in Noisekaskaden oder unter stampfenden Rhythmen, die mit elektronischen Instrumenten überlagert werden, eingesetzt. Anstelle direkter Aussagen werden im Industrial und Post-Industrial strukturelle Elemente der Macht, wie Aggression, Kontrolle und Propaganda reproduziert. Das Publikum wird dadurch mit der Komplexität der Macht ohne Lösungsangebot konfrontiert. Es wird von der Mechanik der Macht entweder durch den Form-Inhalt-Kontrast abgelenkt oder in eine Unterwerfung und ein sich-fallen-lassen gedrängt. Diese Spielweisen mit Machtstrukturen bis hin zu Auseinandersetzungen mit Formen der Diktatur hat meist ein uneindeutiges Potential das Affirmation und Subversion ermöglicht. Dieses Vorgehen fand sich in weiten Bereichen des Industrial und Post-Industrial und wurde aufgrund des affirmativen Potentials kritisiert, jedoch auch als aufklärerisches, die Faschismen der Gesellschaft spiegelndes Gesamtkunstwerk sowie als Entmystifizierung der gesellschaftlichen Dämonisierungen des Nationalsozialismus und Faschismus, beurteilt.

#### Banalität des Bösen
Mureck beschreibt die „Aufarbeitung verdrängter faschistischer Geschichte […], nicht nur im Kopf, sondern in der Psyche, am Körper – ausgerechnet von einer Generation, die nicht mehr ‚dabei‘ war“ als einen bedeutenden Aspekt der Industrial Culture. Interpreten wie Monte Cazazza und Whitehouse befassten sich mit den Verbrechen des Nationalsozialismus gleichermaßen aus der Perspektive der Opfer wie jener der Täter. Whitehouse thematisierte verstärkt Täter. Mit der Ilse Koch gewidmeten Kompilationen aus dem Jahr 1982, die das populärste und kontroverseste Produkt des Power Electronics darstellt, sowie mit dem Whitehouse-Album Buchenwald aus dem Jahr 1981, das sich direkt auf das KZ Buchenwald bezog, aber weitgehend ohne lyrischen Inhalt, sondern mit durchdringender Elektronik, die sich mit Brummen, Oszillationen und gelegentlichem Schreigesang paart, wurden Täter in ihrer eigenen menschlichen Banalität dargestellt anstelle von der Shoa zu erzählen. Dabei versuchten Interpreten des Industrial und Power Electronics „den Zusammenhang zwischen sozialem System und Psyche zu begreifen“. In diesem Kontext ist die Beschäftigung mit den Gräueln des Dritten Reiches wie jene mit Massenmorden, Amokläufen, Folter, Sadomasochismus und unterdrückter Sexualität überwiegend zu verstehen.

#### Übertreibungen
Solche Muster der Dekonstruktion menschlicher Abgründe setzten sich in anderen Themenfeldern fort. Das Spiel der Macht zwischen Individuen, sei es auf sexuellem Gebiet, auf gewalttätigem Gebiet, auf dem Gebiet des Missbrauchs oder in Form anderer extremer Verhaltensweisen, deutet auf eine verdrängte und tiefe menschliche Realität hin. Hegarty schreibt Whitehouse speziell und weiten Teilen des Subgenres insgesamt dabei einen schwarzen Humor zu, der in Übertreibungen der Themen deutlich wird. So wird die Whitehouse attestierte und schon in den Bandnamen eingegebene Besessenheit von Pornographie und gewalttätigem Sex bis hin zur Parodie übertrieben. Philip Best von Ramleh, der 1982 als Vierzehnjähriger ein Ramleh-Album als „New Iphar Era of White Power“ bewarb, unterstreicht diese Einschätzung und erläuterte, dass ihm und seinem Umfeld damals daran gelegen sei, das Publikum und die Öffentlichkeit zu irritieren und zu provozieren. Der Musikwissenschaftler S. Alexander Reed ergänzt, dass das Vorgehen auch als ein Zeitzeugnis sei. So sei Power Electronic auch als eine Form der Reaktion auf die Regierung von Margaret Thatcher, deren konservative Ökonomie und Arbeitsmarktpolitik und der damit einhergehenden regressiven und repressiven Sicht auf Sexualität, Kunst und Soziales zu verstehen.

## Kultur
Der Industrial-Pionier und Begründer von Throbbing Gristle Genesis P-Orridge lehnte diese Folgeerscheinung vehement ab und sah sich, insbesondere von dem Genre-Initiator Whitehouse falsch verstanden. Dennoch erarbeitete sich das Label Come Organisation ein eigenes Publikum in der Industrial Culture. Das Genre blieb dabei international ein Underground-Phänomen mit uneinheitlichen Publikum. Lokal agierende eigenständige Szeneausprägungen mit einem eigenen kulturellen Habitus konnte sich nicht bilden. Ein internationales Netz aus Künstlern, Autoren und Fans kommunizierte anfangs über Fanzines, später über Online-Foren und Social-Media-Gruppen. Das Publikum von Konzerten besteht überwiegend aus Anhängern des Post-Industrial, des Electro und des Dark Wave, insbesondere des Neofolk. Interpreten wie Macelleria Mobile di Mezzanotte traten noch in der Mitte der 2000er-Jahre in Rom in Kellern und kleinen Lokalitäten vor Neofolk-Anhängern, „ein paar erschöpften Ravern und Metalheads“ auf.